# Venus Rey
Venustiano Reyes López "Venus Rey" (Oaxaca, 13 de diciembre de 1916-Ciudad de México, 13 de abril de 2003), fue un músico, director de orquesta, político y líder sindical mexicano.

## Primeros años
Nacido en el estado de Oaxaca, fue llevado muy pequeño al poblado de Santa Rosa (actual Ciudad Mendoza, Veracruz), de donde siempre dijo ser originario, habiendo crecido en este lugar y comenzado a trabajar en una fábrica textil a la edad de 13 años tras quedar huérfano a la vez que aprendió trompeta, su primer instrumento en el cual comenzó a mostrar talento musical.
Apoyado por sus propios compañeros de trabajo y amigos, consiguió una beca para inscribirse en la Escuela Superior de Música en 1937 y posteriormente fue aceptado en el Conservatorio Nacional de Música en donde logró graduarse como músico profesional y saxofonista y consiguiendo una beca del gobierno del estado de Veracruz y la Secretaría de Educación Pública para continuar sus estudios de instrumentos de aliento y dirección de orquesta en la Juilliard School of Music, en Nueva York.
En 1946 regresó a México presentándose como director de la Orquesta Sinfónica de Bellas Artes de la Ciudad de México y se convirtió en profesor en la Universidad Nacional Autónoma de México y en el Conservatorio Nacional.
Logró alcanzar cierta fama al integrar su propia orquesta de música bailable y popular con la cual grabó algunos discos como director de orquesta y trombonista y participando en programas de radio y televisión.

## Líder sindical
Habiendo obtenido el gusto por participar en actividades políticas desde que era estudiante, consiguió ser nombrado como líder del Sindicato Único de Trabajadores de la Música (SUTM) por cerca de tres décadas durante los cuales ejerció como diputado federal en dos periodos 1976-1979 y 1982-1985. Perdió el liderazgo del sindicato en 1988 al ser acusado de malos manejos y un polémico choque entre dos grupos antagónicos que le costó el cargo.

## Vida personal y fallecimiento
Se dedicó a tocar con su orquesta hasta el final de su vida. Se casó en dos ocasiones siendo padre de cuatro hijos, siendo su hijo Venús Rey Jr. un compositor y director de orquesta sinfónica.
Falleció el 13 de abril de 2003 en la Ciudad de México a causa de una hemorragia intestinal. En el año 2020, el ayuntamiento de Ciudad Mendoza, Veracruz, develó una estatua en su honor en agradecimiento al cariño que el maestro Venus Rey siempre tuvo por este municipio el cual visitaba hasta 4 veces al año.